# Stade Français FC
Stade français je francouzský fotbalový tým z Paříže, který je součástí stejnojmenného multisportovního klubu. V současné době hraje ve sportovním centru Haras Lupine ve Vaucressonu v aglomeraci Paříže. Tým byl 1× mistrem Francie. Má modro-červené dresy.

## Historie
Roku 1883 byl založen sportovní klub Stade français, roku 1900 pak jeho fotbalový tým. Tým hrál na různých místech, nejdříve na Becon, potom Vélodrome de la Seine, potom La Faisanderie od 1906. 
V letech 1925, 1926 a 1928 tým vyhrál regionální ligu Championnat de Paris a v roce 1928 získal i titul mistra Francie, když vyhrál Championnat de France.
Roku 1942 tým získal profesionální status. V letech 1942 až 1944 byl sloučen s klubem Cercle athlétique de Paris a v letech 1948 až 1950 byl sloučen s Red Star.
V roce 1946 tým postoupil do 1. ligy. Hned v letech 1947 a 1948 skončil v 1. lize shodně na 5. místě, což je nakonec historicky nejlepší umístění v celostátní 1. lize. V té době (v letech 1945–48) byl trenérem Helenio Herrera. Ve stejné době tu hrál Larbi Benbarek. Tým hrál po válce na stadionu Bauer, poté v Parku princů.
V 50. a 60. letech hrál tým střídavě v 1. lize (umisťoval se v dolní polovině) a ve 2. lize. V 60. letech hrál 2× Veletržní pohár.
V roce 1968 se tým přeměnil na amatérský a začal hrát na stadionu Jean-Bouin.
V letech 1985 až 1990 neměl fotbalový klub tým dospělých.
Od roku 1990 je tým členem regionální Ligue de Paris Île-de-France de football.

## Názvy
- Stade français (1900–42, 1943–44, 1945–48, 1950–66, 1968–81, od 1985)
- Stade-CAP (1942–43)
- Stade-Capitale (1944–45)
- Stade français-Red Star (1948–50)
- Stade de Paris FC (1966–68)
- Stade français 92 (1981–85)

## Úspěchy
- Championnat de France (1): 1928
- Championat de Paris (6): 1925, 1926, 1928, 1954, 1965, 1979
- Coupe de Paris (1): 1978